# I Coriandoli
I Coriandoli è stata una collana di Garzanti Libri dal 1989 al 1996. I libri presentavano, per la copertina con i due risvolti ad alette, un colore unico di sottofondo con nome dell'autore e titolo di altri colori e due piccole bande di ulteriore colore, nella parte superiore e inferiore della copertina e sul dorso, con il nome della collana e dell'editore. Il formato era 12 x 19 cm.
Orientata verso una lettura della società contemporanea, ha ospitato libri di diversa provenienza, con impianto letterario o saggistico.

## Volumi pubblicati
- Roberto Alajmo, Repertorio dei pazzi della città di Palermo (1994)
- Stefano Allievi, Le parole della Lega: il movimento politico che vuole un'altra Italia (1992)
- Jorge Amado, Il ragazzo di Bahia (1992)
- Jorge Amado, I turchi alla scoperta dell'America: novelletta (1995)
- Alessandro Baricco, L'anima di Hegel e le mucche del Wisconsin: una riflessione su musica colta e modernità (1992)
- Juan Benet, Numa (una leggenda) e Una tomba (1991)
- Ingmar Bergman, Nati di domenica (1993)
- Gianfranco Bettin, Dove volano i leoni: fine secolo a Venezia (1991)
- Giorgio Bocca, La disunità d'Italia: per venti milioni di italiani la democrazia è in coma e l'Europa si allontana (1990)
- Paul Bowles, Troppo lontano da casa (1993)
- Paul Bowles, Messa di mezzanotte (1995)
- Shlomo Breznitz, I campi della memoria (1994)
- Ferdinando Camon, Il canto delle balene (1989)
- Ferdinando Camon, Mai visti sole e luna (1994)
- Piero Camporesi, I balsami di Venere (1989)
- Piero Camporesi, Le vie del latte: dalla Padania alla steppa (1993)
- Piero Camporesi, Il palazzo e il cantimbanco: Giulio Cesare Croce (1994)
- Sabino Cassese, Maggioranza e minoranza: il problema della democrazia in Italia (1995)
- Subrahmanyan Chandrasekhar, Verità e bellezza: le ragioni dell'estetica nella scienza, presentazione di Margherita Hack (1990)
- Valeria Cornelio e Tonci Violi, Di madre in peggio (1995)
- Jacques Derrida, Oggi l'Europa. L'altro capo seguito da La democrazia aggiornata, a cura di Maurizio Ferraris (1991)
- Giampaolo Dossena, Abbasso la pedagogia (1993)
- Péter Esterházy, La costruzione del nulla (1992)
- Evgenij Aleksandrovič Evtušenko, Fukù! (poema) (1989)
- Joachim Fest, Il sogno distrutto: la fine dell'età delle utopie (1992)
- Joachim Fest, La libertà difficile: il lato debole della società aperta (1996)
- Hugh Freeman, Le malattie del potere, prefazione di Giorgio Galli (1994)
- Nadia Fusini, B & B: Beckett e Bacon (1994)
- Gene Gnocchi, Una lieve imprecisione, prefazione di Nico Orengo (1991)
- Aldo Grasso, Al paese dei Berlusconi (1993)
- Jean-Marie Guéhenno, La fine della democrazia, postfazione di Franco Marcoaldi (1994)
- Peter Handke, Saggio sulla stanchezza, postfazione di Rolando Zorzi (1991)
- Peter Handke, Saggio sul juke-box, postfazione di Rolando Zorzi (1992)
- Peter Handke, Saggio sulla giornata riuscita, postfazione di Rolando Zorzi (1993)
- Godfrey Harold Hardy, Apologia di un matematico, presentazione di Edoardo Vesentini, prefazione di Charles Percy Snow (1989)
- Robert Pogue Harrison, Roma, la pioggia... A che cosa serve la letteratura? (1995)
- Václav Havel, Il potere dei senza potere, postfazione di Luciano Antonetti (1991)
- Thomas Hürlimann, Nel parco (1991)
- Fredric Jameson, Il postmoderno, o la logica culturale del tardo capitalismo (1989)
- Giovanni Jervis, Sopravvivere al millennio (1995)
- Saverio Lodato, Potenti : Sicilia, anni Novanta (1992)
- Saverio Lodato, Vademecum per l'aspirante detenuto (1993)
- Claudio Magris, Un altro mare (1991)
- Diogo Mainardi, Arcipelago (1994)
- Hans Mayer, Letteratura vissuta: lezioni francofortesi (1991)
- Hans Mayer, Walter Benjamin: congetture su un contemporaneo (1993)
- Anthony Northey, I Kafka: storie e immagini di famiglia (1990)
- Cynthia Ozick, Lo scialle (1990)
- Geno Pampaloni, I giorni in fuga (1994)
- Gianfranco Pasquino, La repubblica dei cittadini ombra (1991)
- Octavio Paz, Passione e lettura: sul riso, il linguaggio e l'erotismo (1990)
- Hilary Putnam, La sfida del realismo (1991)
- Antonio Skármeta, Il postino di Neruda (1989)
- Jean Starobinski, La malinconia allo specchio: tre letture di Baudelaire, prefazione di Yves Bonnefoy (1990)
- Fabrizia Ramondino, Star di casa (1991)
- Marco Revelli, Lavorare in Fiat (1989)
- Clément Rosset, Principi di saggezza e di follia (1993)
- Henry Roth, Alla mercé di una brutale corrente (1990)
- Salman Rushdie, Il sorriso del giaguaro: viaggio in Nicaragua (1989)
- Rafael Sánchez Ferlosio, Relitti (1994)
- George Steiner, Il correttore (1992)
- Aleksandar Tišma, Pratiche d'amore (1993)
- Michel Tournier, Casa, città, corpi, bambini: piccole prose del maggiore scrittore francese d'oggi (1989)
- Michel Tournier, Immagini, paesaggi e altre piccole prose (1990)
- Christoph Türcke, Violenza e tabù: percorsi filosofici di confine, introduzione di Cesare Cases (1991)
- Gianni Vattimo, La società trasparente (1989)
- Gianni Vattimo (a cura di), Filosofia al presente: conversazioni (1990)
- Gianni Vattimo, Credere di credere (1996)
- Marisa Volpi, La casa di via Tolmino (1993)